# Alessandro Zannini
Alessandro Zannini (Cornuda, 1924 – Treviso, 30 aprile 1945) è stato un partigiano italiano.
Medaglia d'oro al valor militare alla memoria.

## Biografia
Era stato chiamato alle armi nell'agosto del 1943 e un mese dopo, annunciato l'armistizio, si aggregò alle formazioni partigiane che erano subito sorte nella zona di Valdobbiadene e sul massiccio del Grappa.
Nel novembre gli fu affidato il comando della 1ª Brigata d'assalto Matteotti, che guidò per l'intera durata della Guerra di liberazione, combattendo valorosamente sul Grappa, lungo il Piave e a Crespano.
Nei giorni della ritirata tedesca accorse con i suoi uomini in aiuto di una formazione della "Matteotti" che stava per essere sopraffatta da un munitissimo contingente del nemico. Ferito ad una gamba, Zannini rifiutò di lasciare il suo posto di combattimento e, ultimata con successo l'azione, accorse ancora in aiuto di altri partigiani accerchiati. Lanciatosi contro i tedeschi, ne attirò il fuoco, consentendo ai compagni di sganciarsi. Cadde, colpito al petto, proprio il giorno della definitiva sconfitta dei nazifascisti.